# ロストオーダー
『ロストオーダー』(LOST ORDER) は、Cygames・CyDesignation・プラチナゲームズ・fuzz・ノイジークロークによる共同開発が発表されたiOS、android向けゲームソフト。リリース時期は未定。
プロデューサーはプラチナゲームズより、稲葉敦志、Cygamesより木村唯人。
シナリオは、旧クエストにて『伝説のオウガバトル』、『タクティクスオウガ』。旧スクウェア（現 スクウェア・エニックス）にて『ファイナルファンタジータクティクス』、『ベイグラントストーリー』、『ファイナルファンタジーXII』を手がけた松野泰己。
アートディレクション・キャラクターデザインは、上記の松野作品に加え『ブレイブリーデフォルト』、『ファイナルファンタジーIII (リメイク版) 』、『ニーア オートマタ』等を担当した吉田明彦、及びCyDesignation。
メインプログラマーは株式会社fuzz、柏谷佳樹。
楽曲担当はノイジークローク、坂本英城。

## ゲーム概要
2016年8月21日、サイゲームスが新作発表会「Cygames NEXT 2016」を開催した際「プロジェクト・ロストオーダー」として発表された。
プラチナゲームズ稲葉敦志と松野泰己のタッグがメディアでは話題となっているが、この2人は2009年発売のマッドワールドで既に製作を行っている。
舞台は約六百年ほど前に発見されたとされる新大陸イルガデア。後に発展を遂げ富と栄光を手にできると言われる夢の都「ゴールドヘヴン」アルシュラド。
その世界に隠された真実を求め繰り広げられる、4人の少年少女たちの冒険を描いた「リアルタイムタクティクスゲーム」であるとされる。
今タイトルの「リアルタイムタクティクス」とは、敵、味方の戦闘が時間経過とともに同時に進行していくというもの。
プレイヤーは見下ろし方のフィールドを見渡しつつ、戦況を確認、指示、スキル等行動していくことになる模様。
2017年8月9日から16日まで、クローズドβテストが行われた。

## ストーリー
未定